# Dynastes
Dynastes é um gênero de grandes besouros, encontrados principalmente na América Central e América do Sul. Os machos desse gênero caracterizam-se pelos seus dois longos chifres, um na cabeça e outro no tórax, na qual com movimentos da cabeça o inseto os utiliza como uma espécie de alicate. Existem oito espécies do gênero:

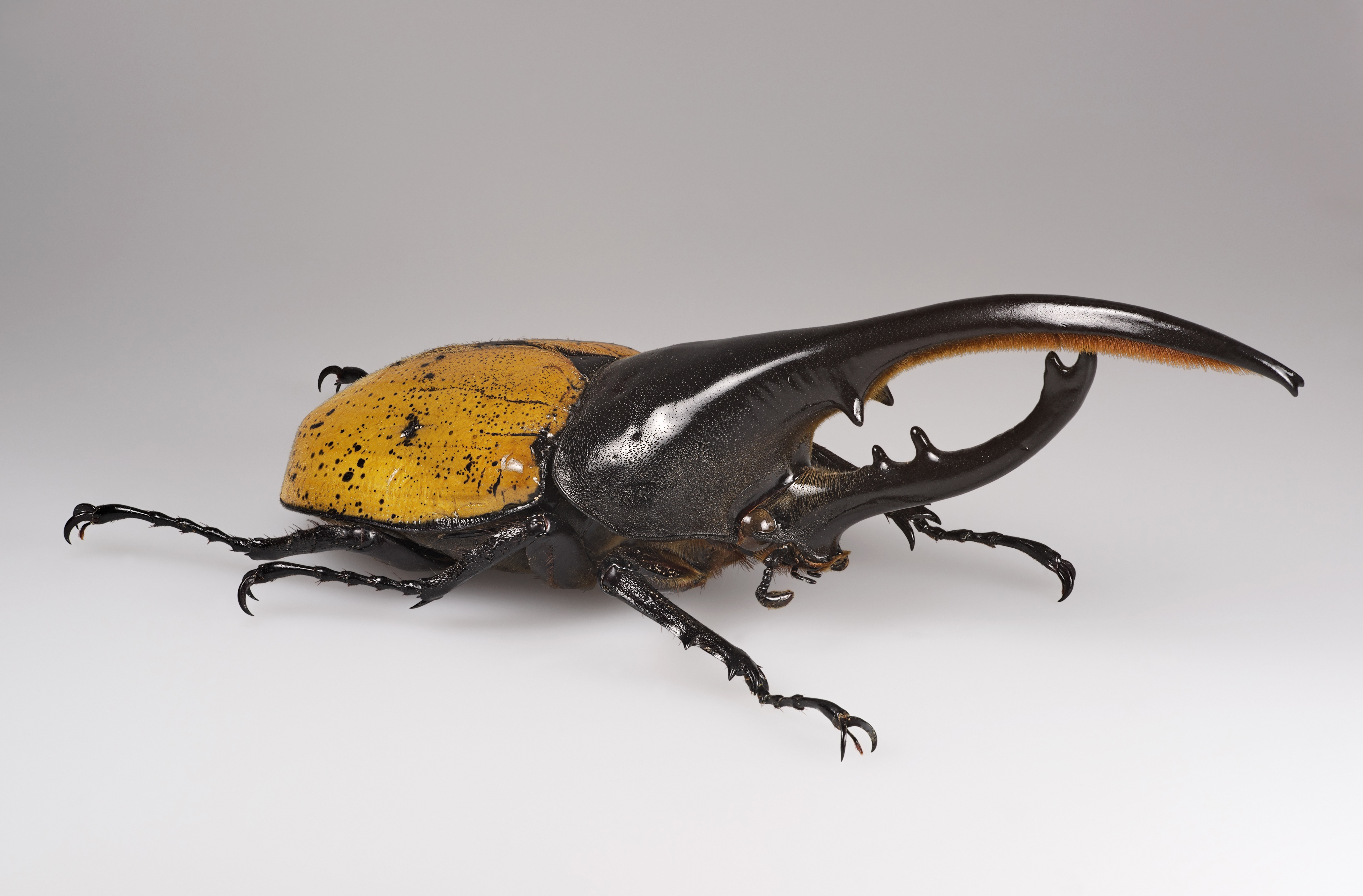
Dynastes granti (Horn, 1870): EUA - Arizona
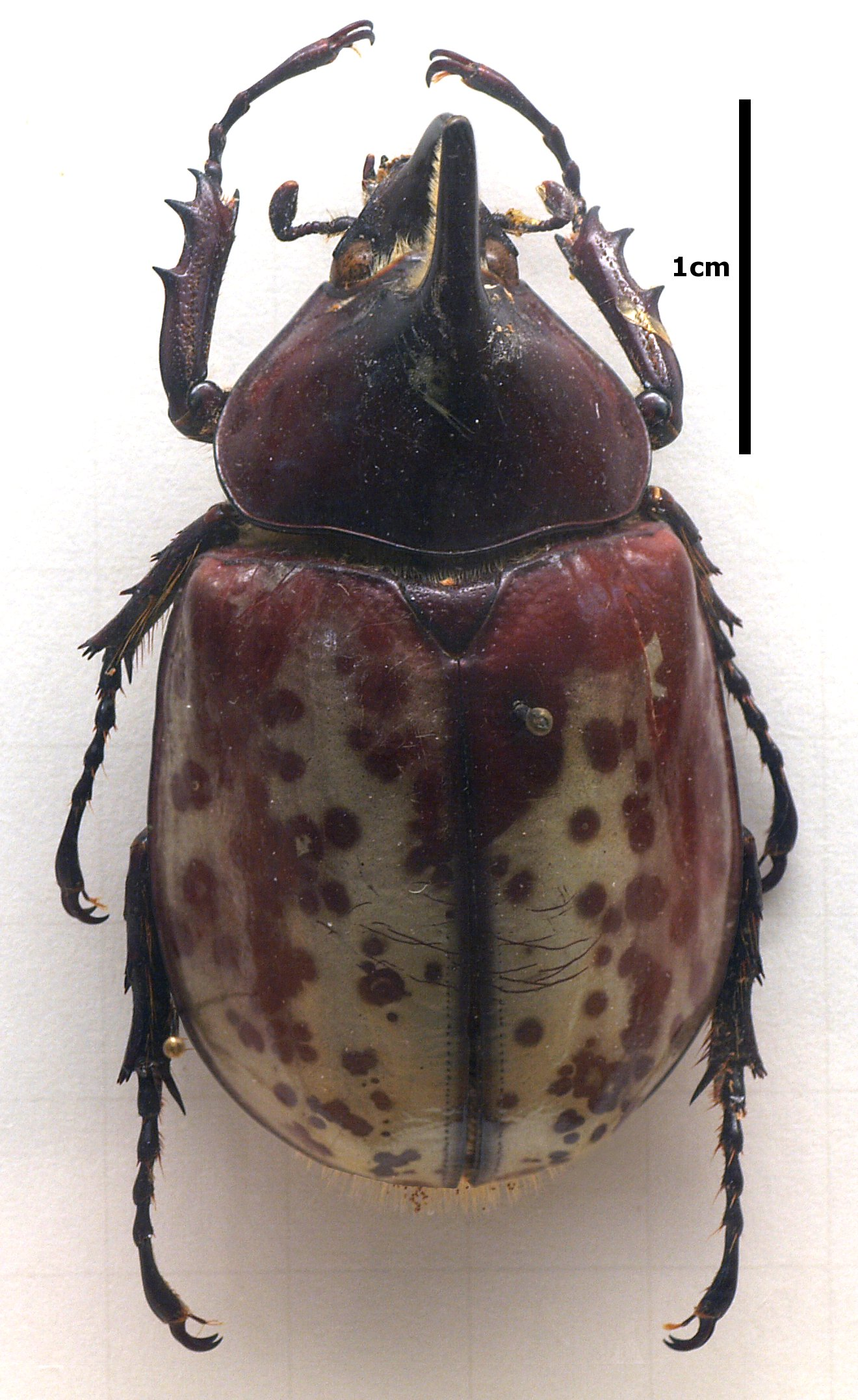
Dynastes hercules, "Besouro-hércules" (Linnaeus, 1758): América do Sul e América Central.
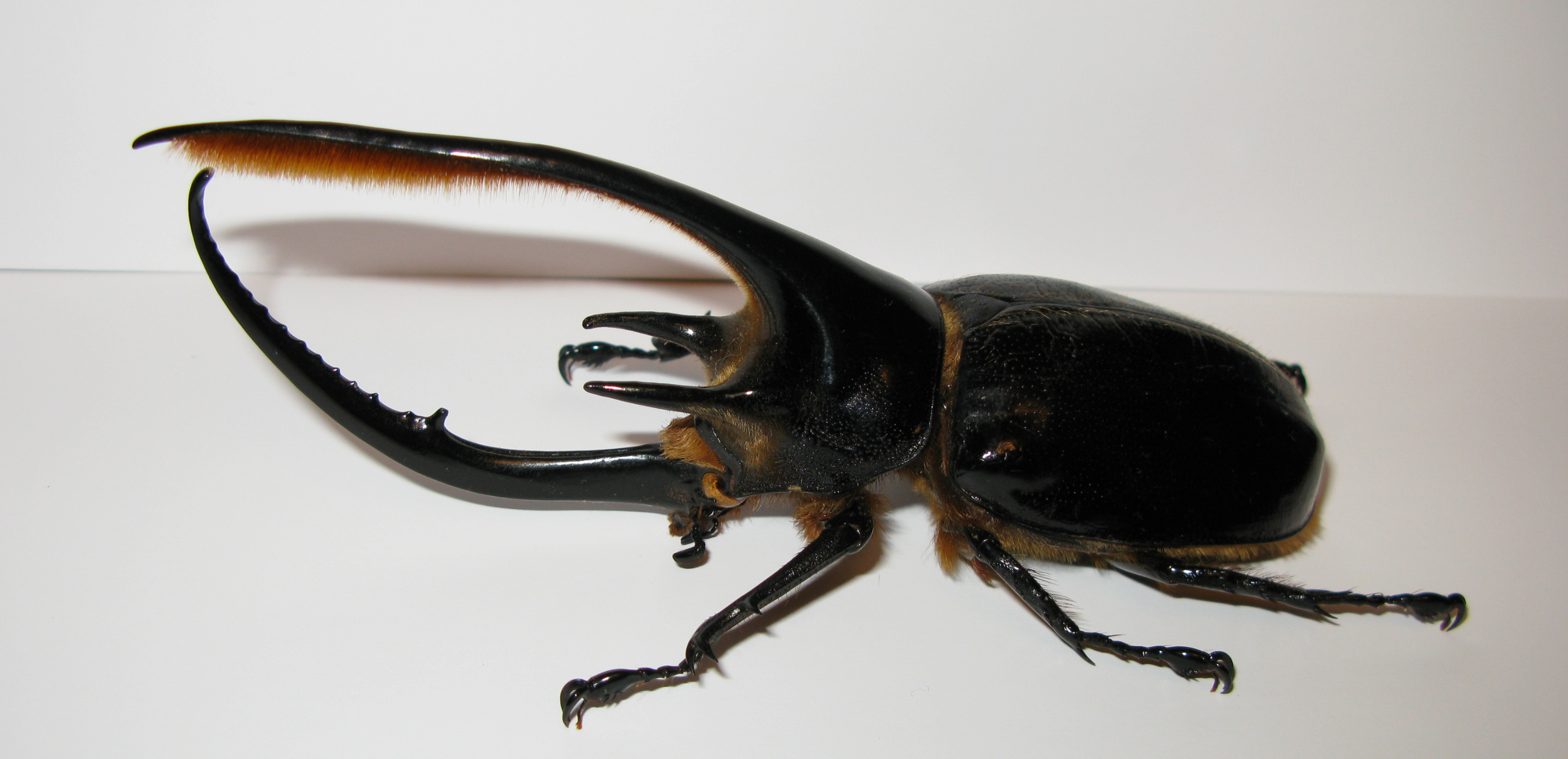
Dynastes hyllus (Chevrolat, 1843): México, Belize, El Salvador, Honduras, Guatemala, Nicarágua.
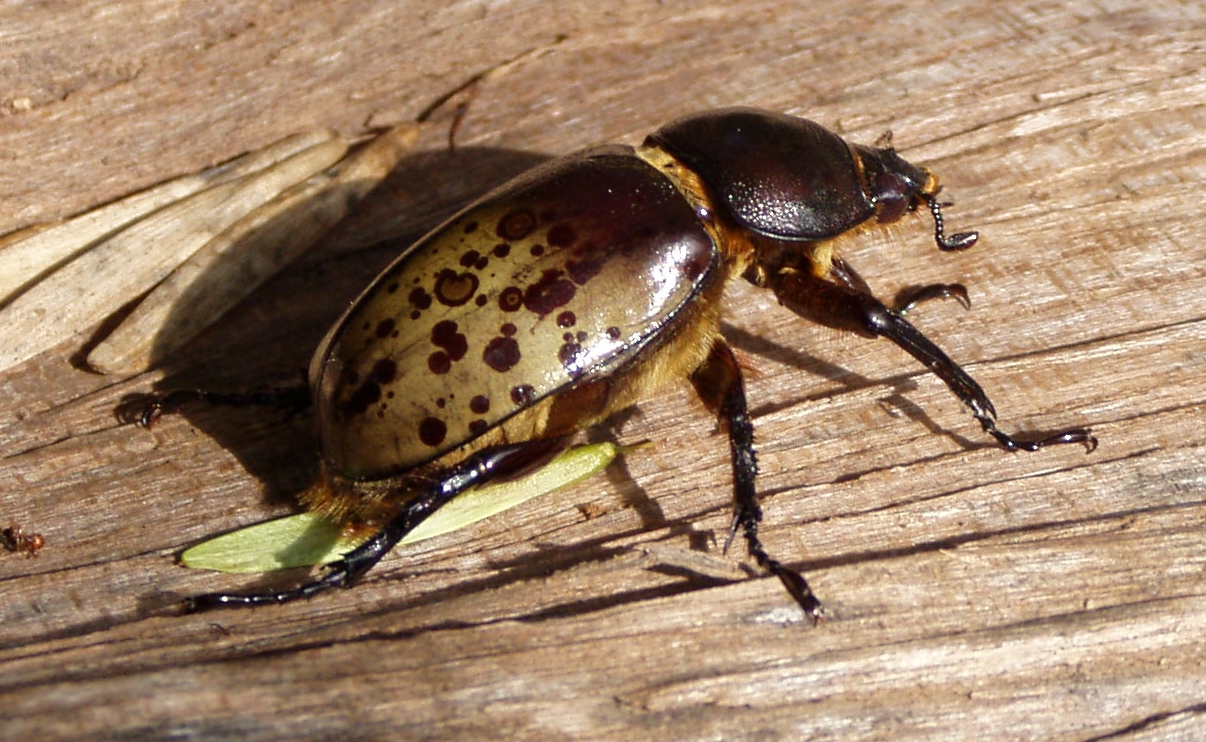
Dynastes maya (Hardy, 2003): México e Guatemala. Macho: 50–90 mm; fêmea: 40–50 mm.
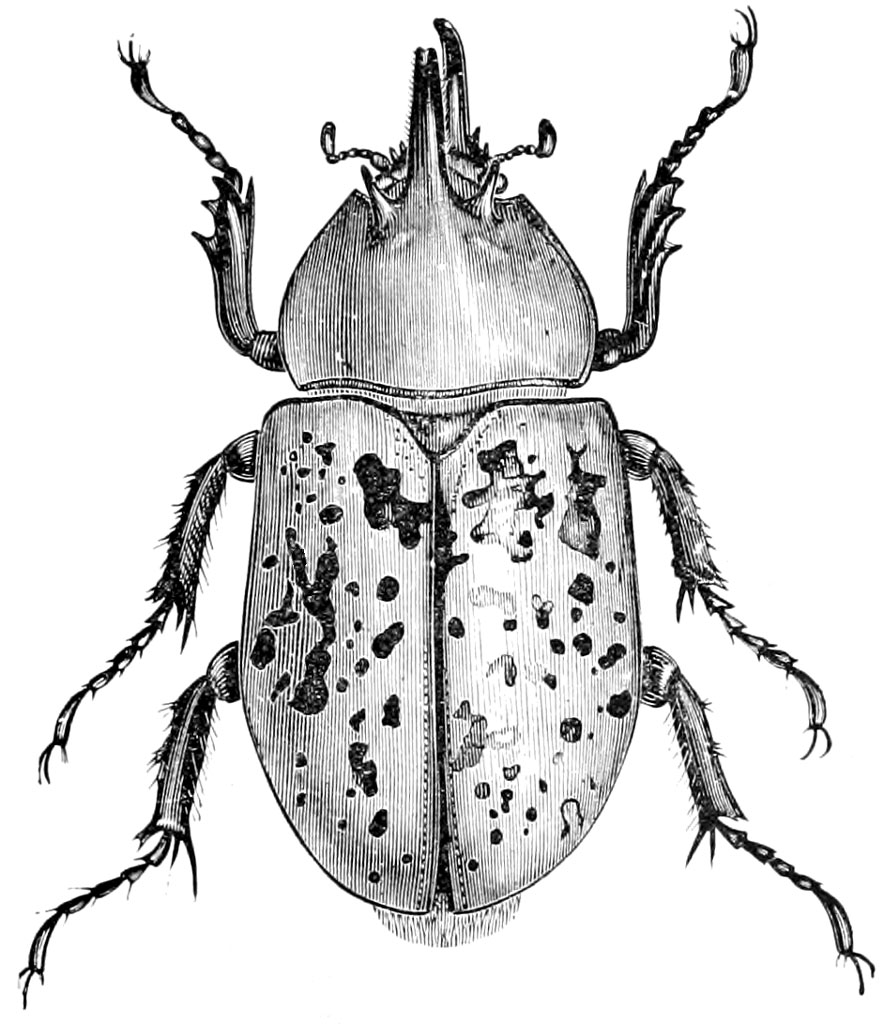
Dynastes miyashitai (Yamaya, 2004): México. Macho: 50–90 mm; fêmea: 40–50 mm
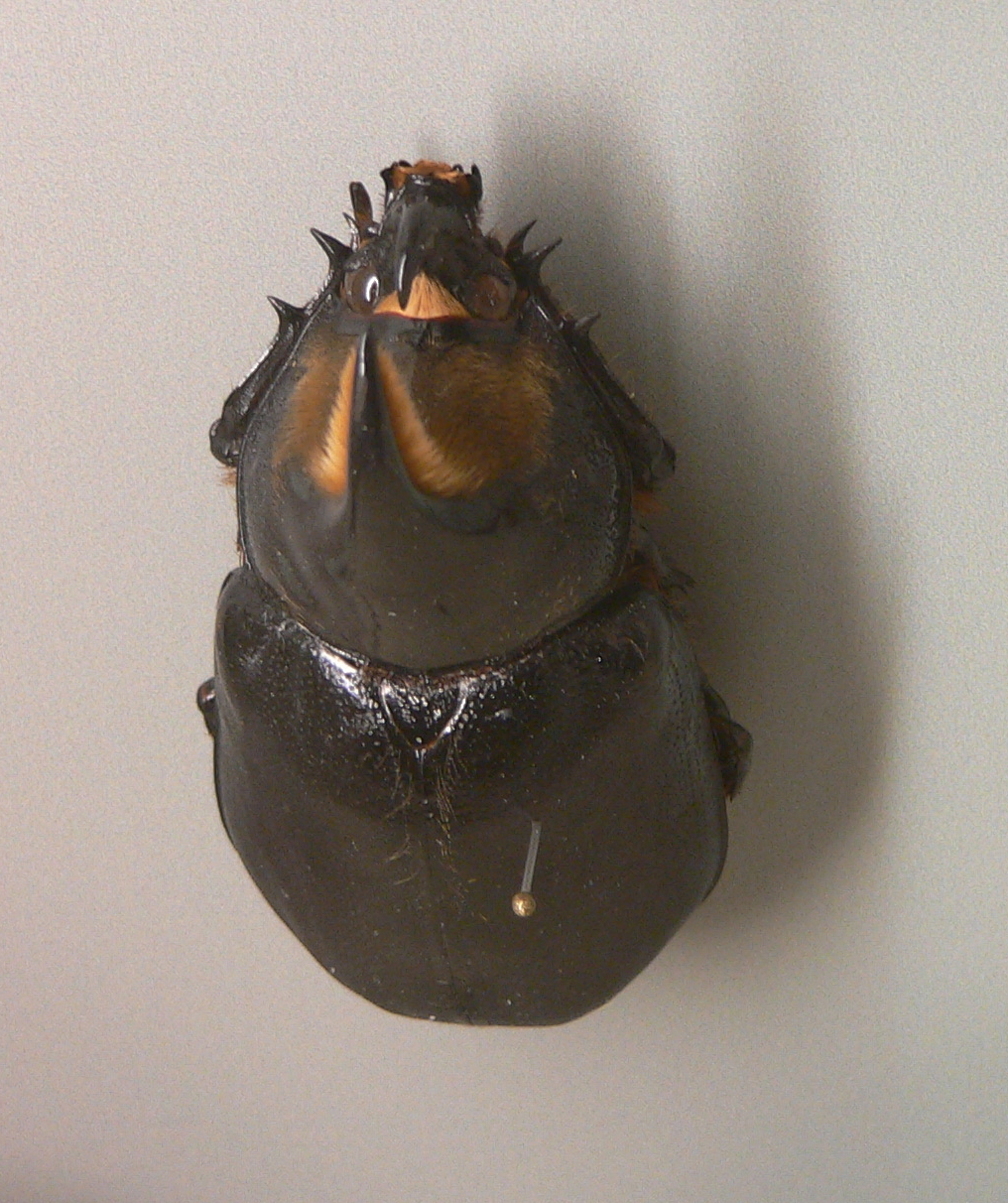
Dynastes neptunus, "Besouro-netuno" (Quensel in Schönherr, 1805): América do Sul: Colômbia.
- Dynastes satanas, "Besouro-satanás" (Moser, 1909): Bolívia. Macho: 50–115 mm; fêmea: 30–55 mm
- Dynastes tityus, "Besouro-unicórnio" (Linnaeus, 1763): Estados Unidos da América.